# Casa dels Cristalls
La Casa dels Cristalls és un edifici neoárabe de la ciutat espanyola  de Melilla. Està situat al carrer General Prim, en l'Eixample Modernista. Forma part del Conjunt Històric Artístic de la Ciutat de Melilla, un Bé d'Interès Cultural i per tant, està protegit per la llei del Patrimoni Històric Espanyol.

## Història
En els solars 24 i 25 del Barri Reina Victòria Enrique Nieto projecta un edifici de planta baixa i principal per a Miguel Barrela Arant, que no és construït, instal·lant-se sobre aquests solars la SKATING RING, una pista de patinatge sobre gel que va servir de pista de bitlles i sobre la que és construït finalment el Gran Hotel Reina Victòria entre 1920 i 1926,  possiblement segons disseny de Ramón Gironella, amb la direcció arquitectònica del ingieniero militar Enrique ÁLVAREZ i de l'arquitecte Enric Nieto, encara que és possible que participessin en el seu disseny Jose Friberg i Alejandro Rodríguez Borlado. Va ser inaugurat el 29 de gener de 1927 com el Gran Hotel Reina Victòria, amb 80 habitacions i ascensor.
L'empresa és ruïnosa i el 5 de setembre de 1931 se subhasta judicialment i en 1935 es transforma en un edifici d'oficines, habitatges i locals comercials per Enric Nieto per a Salavdor Guitart Puigarnau, en el cas  dels baixos, adquirint possiblement la denominació de Casa dels Cristalls, post la seva façana envidrada de murs cortina.
En 1983 es restaura, instal·lant-se làmines verdes en lloc de cristalls, i passant del gris, amb els detalls en pa d'or al daurat, amb la columnetes en blanc.
En el 2011 va ser restaurat, segons projecte de Fernando Barceló i Susana Jiménez Garrido, consolidant-se estructurálmente, restaurant-se les façanes i interiors i canviant-se les finestres.

## Descripció
Disposa de planta baixa, entreplanta, quatre plantes i una última reculada. Està construït amb una estructura de formigó, lleugerament armat, amb columnes que sustenten un entramat de bigues, sobre les quals es donen suport als revoltons de maó, amb envans de maó, la qual cosa permet grans espais diàfans i grans obertures. Els elements de formigó es construeixen amb un encofrat perdut, prefabricat i exteriorment ornamental, en el qual s'introdueixen les varetes d'acer i s'aboca el formigó

### Exterior
Les seves façanes estan compostes d'una planta baixa d'obertures rectes, una entreplanta d'arcs de ferradura, amb unes mènsules de quart d'esfera que donen pas a un gegantesc mirador on unes vidrieres ocupen tot l'espai, separats i compartimentats amb columnes nassarites en la primera planta, i pilars en les dues següents plantes de les façanes laterals, acabat en arcs en la tercera planta, mentre la quarta planta compta amb galeries rematada amb ràfec sobre les quals se situa una planta reculada, mentre el xamfrà compta amb columnes fins a la quarta planta que acaba en arcs que finalitzen en un ràfec.

### Interior
Compta amb una escala, en forma de mitjana taronja amb columnes nassarites.